# Jan Simoen
Jan Simoen (Nieuwpoort, 9 dicembre 1953) è un ex calciatore belga, di ruolo attaccante.

## Carriera
Vinse il campionato belga nel 1978 con il Club Bruges; nel medesimo anno gioca la finale della Coppa dei Campioni. Nel 1984 fu capocannoniere della seconda serie belga.

## Palmarès

### Club

#### Competizioni nazionali
- Campionato belga: 1

Bruges: 1977-1978
- Supercoppa del Belgio: 1

Beveren: 1979